# Alexander Binder

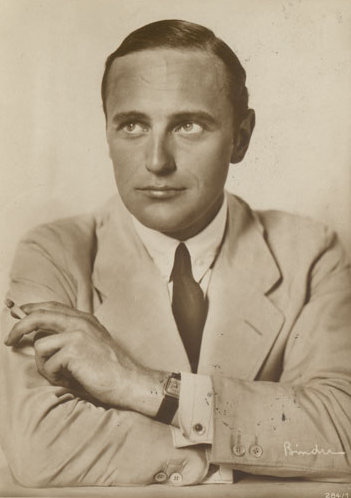
Porträtt av Harry Liedtke 1919-1924.

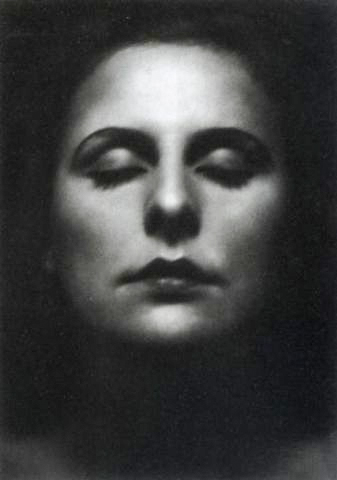
Porträtt av Leni Riefenstahl 1929.

Alexander Binder, född 1888 i Alexandria, död 25 februari 1929 i Berlin, var en fotograf med troligen schweiziskt ursprung, verksam i Berlin på 1910- och 1920-talen.

## Biografi
Binder studerade ingenjörsvetenskap, men avbröt tidigt sina studier. Åren 1908 till 1910 studerade han vid Staatliche Fachakademie für Fotodesign i München, och flyttade därefter till Berlin, där han 1913 öppnade sin första fotoateljé. År 1915 flyttade han ateljén till Kurfürstendamm. 
Han var inriktad på porträttfotografi och ansågs på 1920-talet vara Tysklands ledande porträttfotograf. Binder ställde ut bilder på den första Jahresausstellung Berliner Photographie 1921 på Kunstgewerbemuseum i Berlin och 1925 och 1926 i London. Hans ateljé var under det sena 20-talet och även in 1930-talet betraktad som den främsta ateljén i Europa.
Vid sidan av porträtt på kända personer från Berlin, låg fokus på stjärnor inom film, teater, musik, dans och modebilder. Under arbetet med filmen Den glädjelösa gatan porträtterade han Greta Garbo.

## Bildgalleri

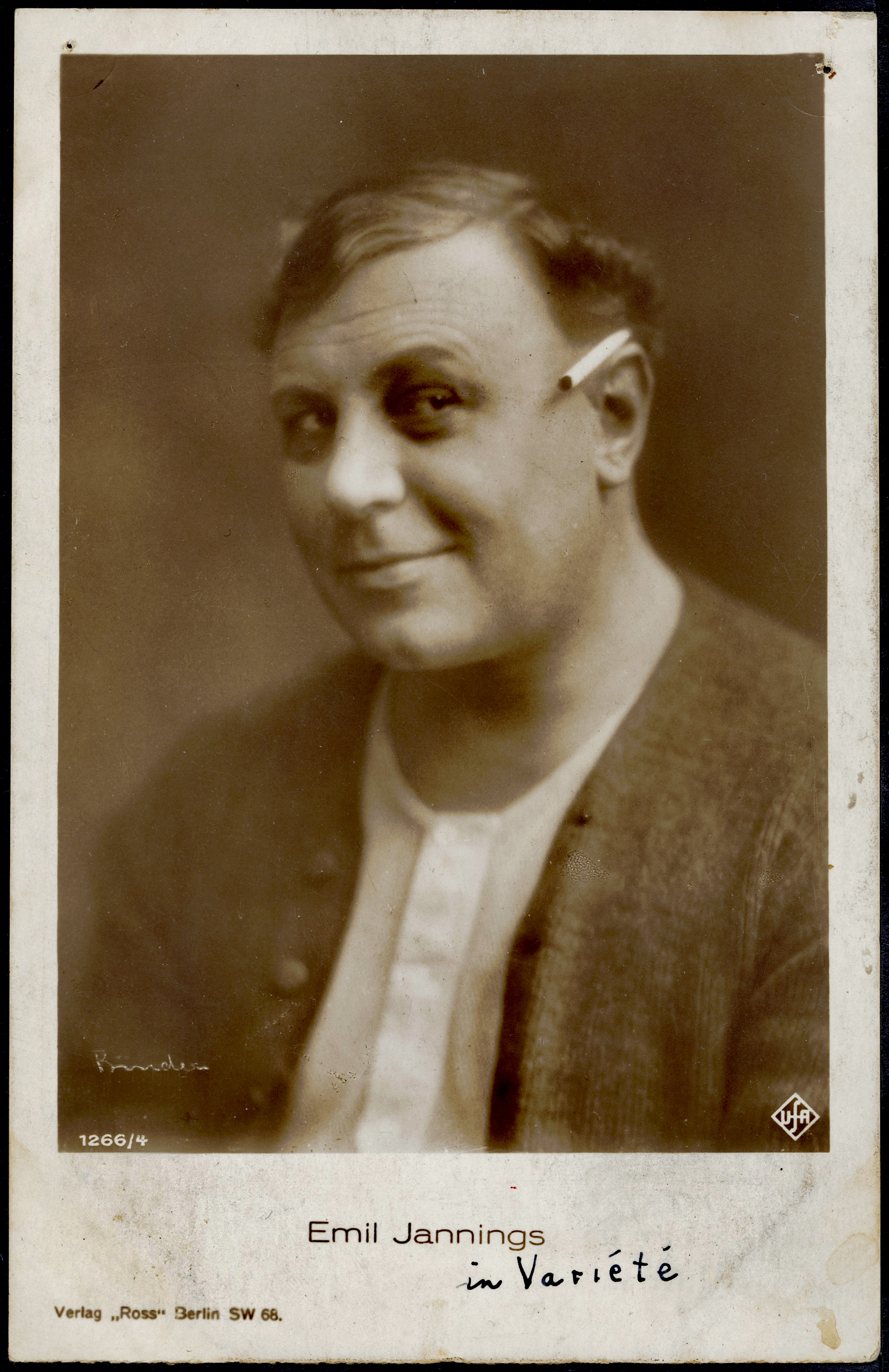
Emil Jannings
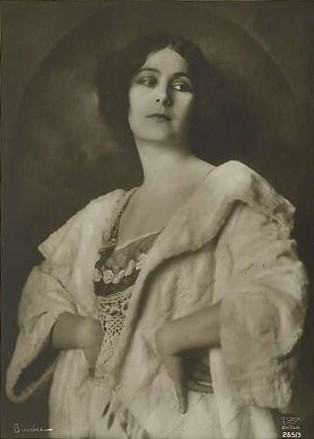
Lil Dagover, 1919
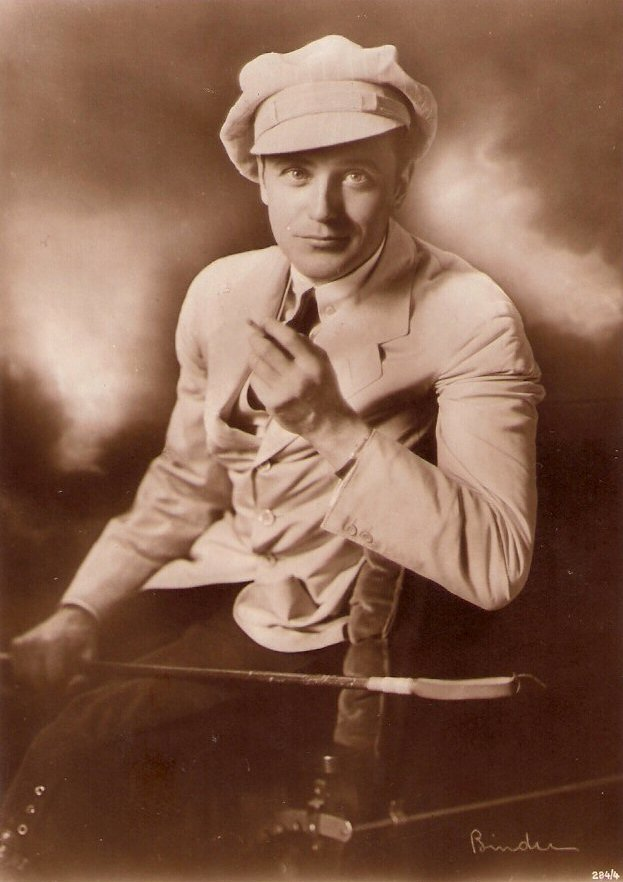
Harry Liedtke, ca 1920
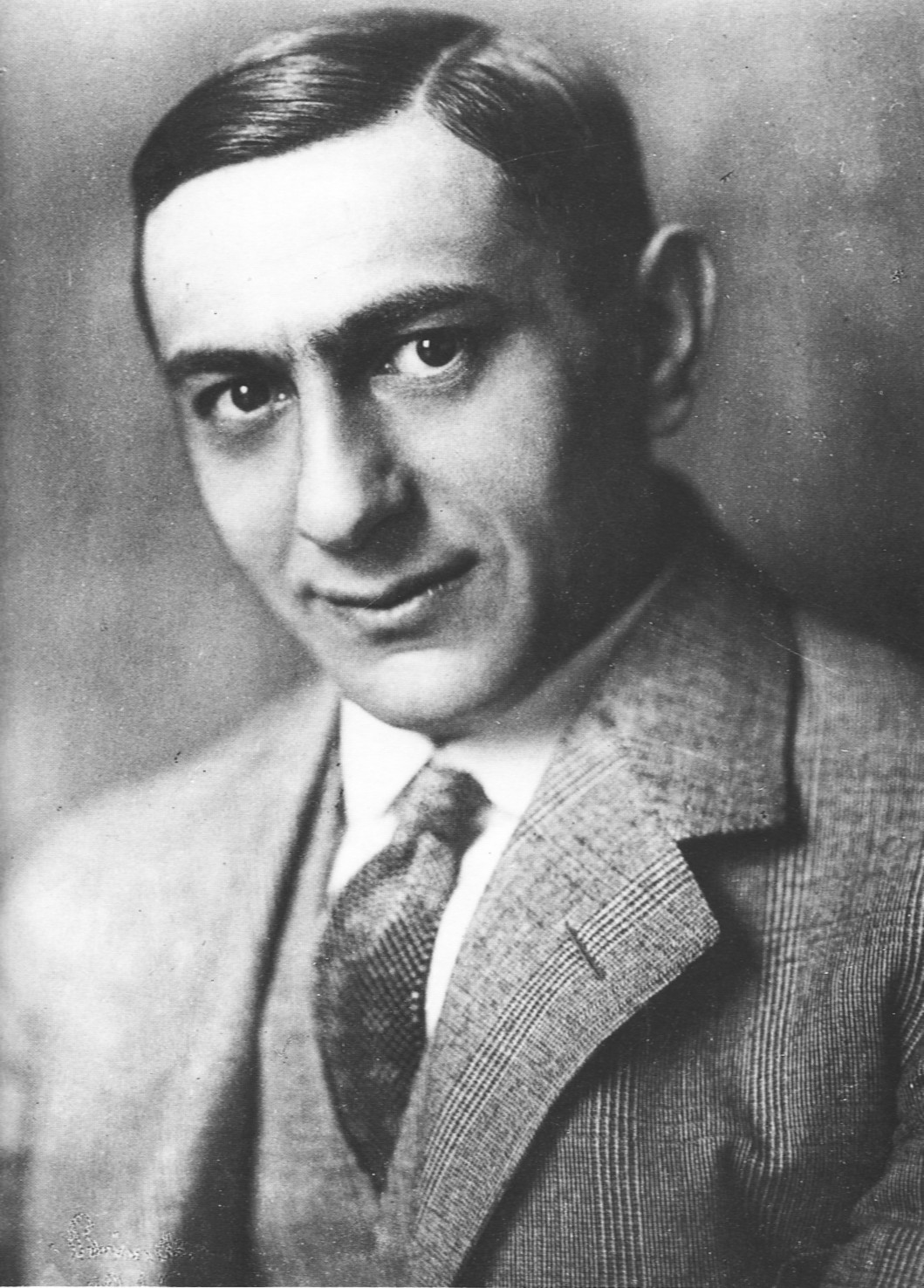
Ernst Lubitsch, 1920
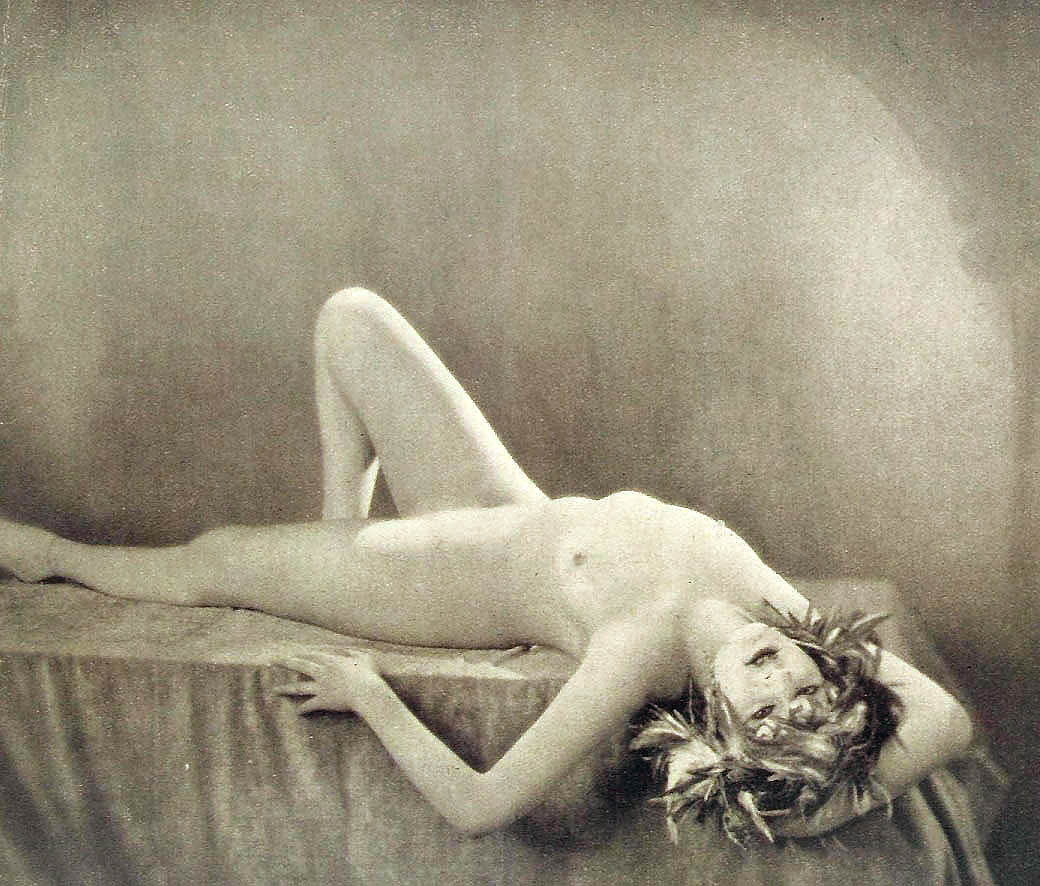
Anita Berber, 1920
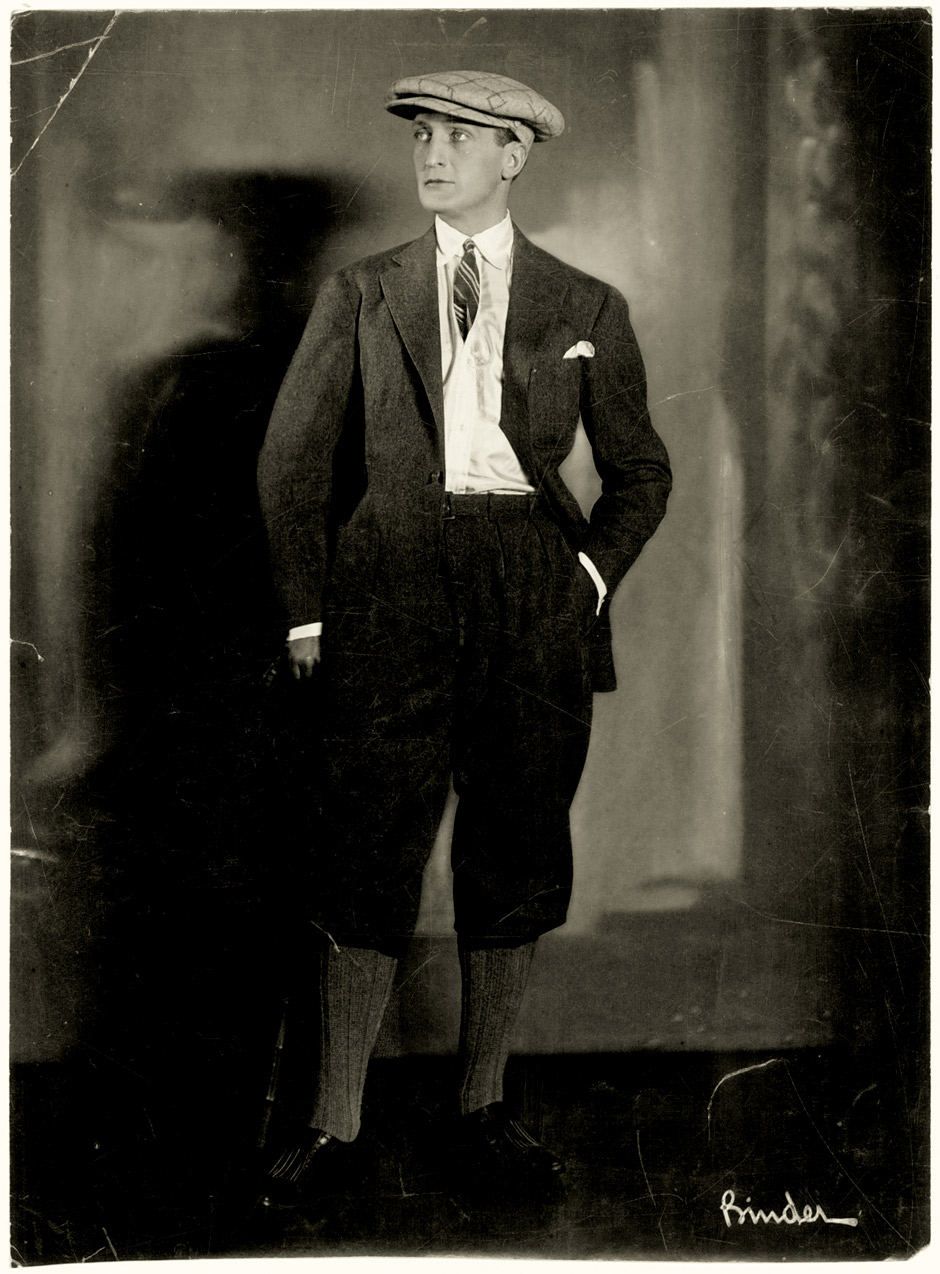
Hans Albers, 1922
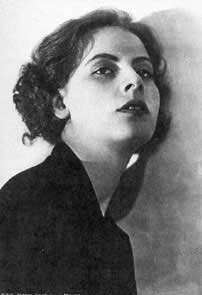
Greta Garbo, 1925
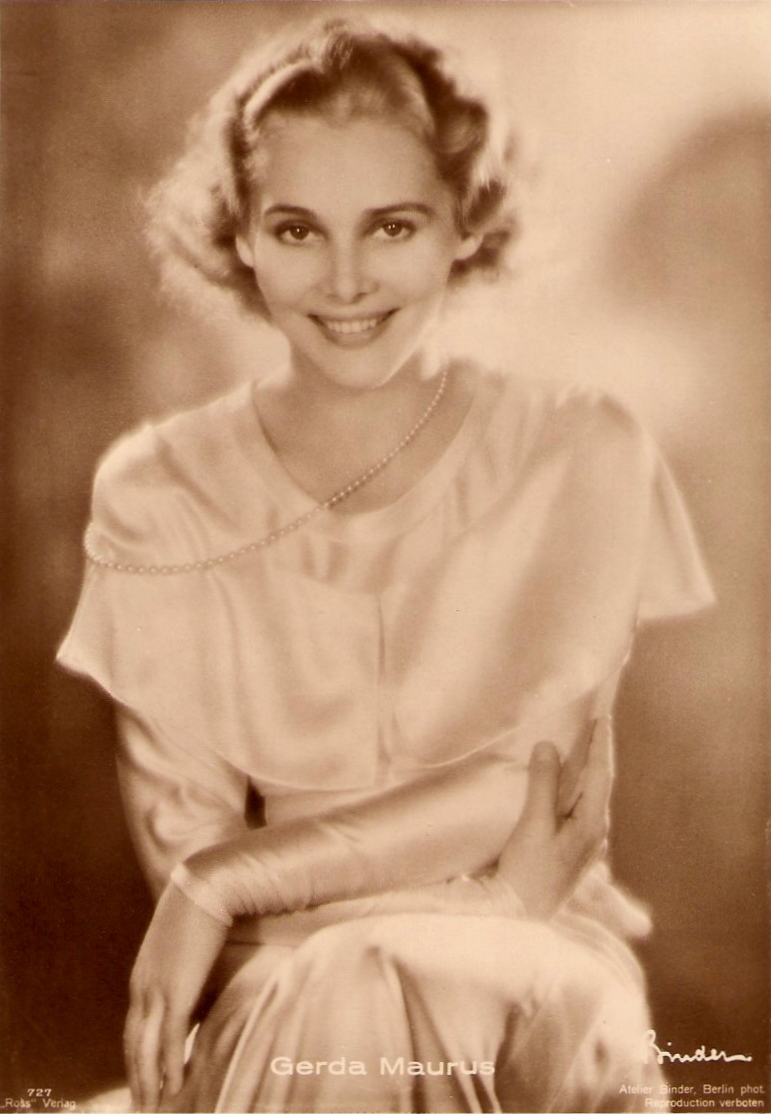
Gerda Maurus, 1925/26
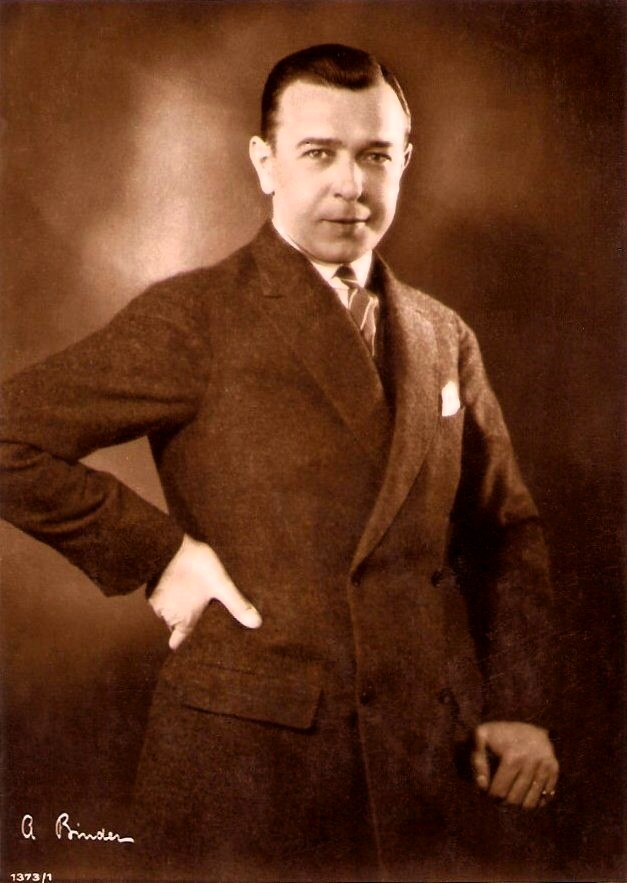
Georg Alexander, 1927/28
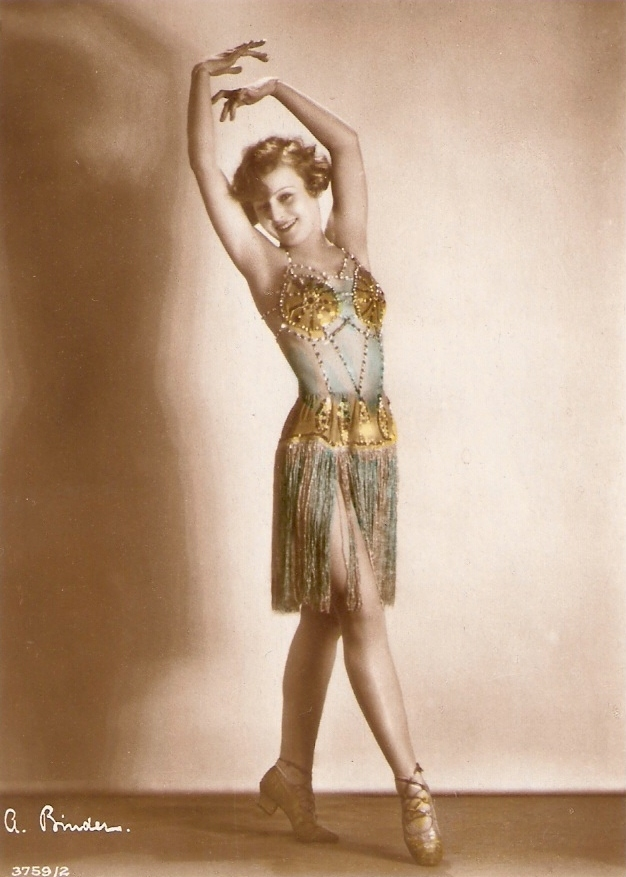
Lilian Harvey, ca 1928